# Zygmunt Rymkiewicz
Zygmunt Rymkiewicz, ros. Сигизмунд Карлович Рымкевич (ur. 17 lutego 1862 w Wilnie, zm. 27 stycznia 1934 w Wilnie) – generał major Armii Imperium Rosyjskiego.

## Życiorys
Zygmunt Rymkiewicz urodził się 7 lutego 1862 roku w Wilnie. 10 grudnia 1878 roku, po ukończeniu pięciu klas gimnazjum państwowego w Wilnie, wstąpił do Wileńskiej Szkoły Junkrów Piechoty. W 1883 awansował na chorążego i przydzielony został do 103 Pułku Piechoty 26 Dywizji Piechoty w Grodnie. 18 lutego 1890 roku przeniesiony został z armii do Samodzielnego Korpusu Straży Granicznej. Dowodził plutonem w 1 Oddziale Ryskiej Brygady Ochrony Pogranicza. W latach 1909–1911 dowodził oddziałem w 28 Jelizawetpolskiej Brygadzie Ochrony Pogranicza. 17 listopada 1911 roku wyznaczony został na stanowisko pomocnika dowódcy 29 Bakińskiej Brygady Ochrony Pogranicza, a 19 maja 1914 roku objął dowództwo 2 Rewelskiej Brygady Ochrony Pogranicza w Rewlu. W czasie wojny domowej w Rosji dowodził Samodzielnym Batalionem Ochrony Pogranicza. W 1917 roku wstąpił do I Korpusu Polskiego w Rosji, w którym pełnił funkcję kwatermistrza. W 1918 roku, po powrocie do Polski, osiadł w Wilnie, gdzie rozpoczął służbę w Komendzie Wojewódzkiej Policji Państwowej, w charakterze kierownika działu gospodarczego, w randze nadkomisarza.
W 1925 roku, po zwolnieniu Policji Państwowej, „poświęcił się pracy społecznej i dobroczynnej, będąc członkiem wielu organizacji. Nie szczędził pomocy licznym rodzinom niezamożnych mieszkańców miasta, o czym nikt oprócz wspieranych nie wiedział. Był prawdziwym rycerzem o niezłomnych przekonaniach katolickich i narodowych i miał cywilną odwagę otwarcie walczyć o wyznawane ideały, przy czym wyjątkową dobrocią i prawością charakteru, zjednywał sobie tych wszystkich, którzy z Nim się stykali. Ostatnio położył wielkie zasługi przy odnowieniu kaplicy Ostrobramskiej”.
W sobotę 27 stycznia 1934 roku około godz. 10.00 w Wilnie przy ulicy Beliny 16 został zamordowany we własnym mieszkaniu przez nieznanego sprawcę. Bezpośrednią przyczyną zgonu były obrażenia głowy doznane w wyniku uderzenia łomem, który sprawca porzucił na klatce schodowej. Prowadzący dochodzenie uznali, iż najprawdopodobniejszy był rabunkowy motyw zbrodni, jako że zdarzenie miało miejsce po wyjściu służącej z mieszkania, które potem zostało bowiem splądrowane i zniknęły z niego gotówka oraz biżuteria. 30 stycznia 1934 został pochowany na cmentarzu Na Rossie.

## Awanse
- chorąży (Прапорщик) - 6 października 1883
- podporucznik (Подпоручик) - 30 sierpnia 1884
- porucznik (Поручик) - 30 sierpnia 1888
- sztabsrotmistrz (Штабс-ротмистр) - 30 sierpnia 1892
- rotmistrz (Ротмистр) - 6 grudnia 1896
- podpułkownik (Подполковник) - 6 maja 1906
- pułkownik (Полковник) - 9 listopada 1911
- generał brygady (Генерал-майор)

## Ordery i odznaczenia
- Order św. Stanisława kl. 2 - 1909
- Order św. Anny kl. 3 - 1900
- Order św. Stanisława kl. 3 - 1890